# Classe Vigilante
A classe Vigilante é um modelo de lancha salva-vidas a serviço do Instituto de Socorros a Náufragos da Marinha Portuguesa e entrou no serviço ativo em 2007  
O seu projeto e fabrico foi realizado pelo Arsenal do Alfeite e cada embarcação da classe teve um custo a rondar um milhão de euros. 
Em 2017 foi assinado um contrato para construção de 2 lanchas da Classe Vigilante II, que é um projeto melhorado da Classe Vigilante, e pretende-se construir mais duas após a construção das duas primeiras.

## Unidades

### Classe Vigilante
| Número de amura | Nome          | Estado   | Observações         |
| --------------- | ------------- | -------- | ------------------- |
| UAM 601         | UAM Vigilante | No ativo | No ativo desde 2007 |
| UAM 602         | UAM Atento    | No ativo | No ativo desde 2008 |
| UAM 603         | UAM Diligente | No ativo | No ativo desde 2008 |

### Classe Vigilante II
| Número de amura | Nome                    | Estado   | Observações          |
| --------------- | ----------------------- | -------- | -------------------- |
| UAM 604         | UAM Patrão Cego do Maio | No ativo | Comissionado em 2022 |
| UAM 605         | -                       | Planeada |                      |
| UAM 606         | -                       | Planeada | [ 8 ] [ 9 ]          |
| UAM 607         | -                       | Planeada | [ 8 ] [ 9 ]          |